# Валентин Постников
Валентин Постников е руски писател на произведения в жанра детска литература.

## Биография и творчество
Валентин Юриевич Постников е роден на 4 август 1970 г. в район Тушино, Москва, СССР, в семейството на популярния съветски разказвач Юрий Дружков (Постников) и Наталия Постникова, редакторка в детското издателство „Малыш“. По време на детствето си израства заобиколен от популярни детски писатели: Едуард Успенски, Юрий Ковал, Ефим Чеповецки, Григорий Остер. Когато е петгодишен, прави рисунка „Тигърче върху слънчоглед“, която взема първо място в конкурс за детска рисунка. Тя е публикувана в списание „Весьолие картинки“ през 1975 г., а Юрий Ковал пише по нея приказка, по която е направен анимационен филм, озвучен от Евгений Леонов. Баща му умира, когато Валентин е 13-годишен.
След завършване на средното си образование през 1987 г., работи като секретар в прокуратурата. В периода 1987 – 1988 г. отбива военната си служба в армията в сигналните войски в Павловск. През 1988 г. започва да следва в Юридическия институт, но от втората година започва да съчинява приказки като баща си.
Първият му роман „Пътешествието на Моливко и Сръчко“ от поредицата „Моливко и Сръчко“ е издаден през 1995 г. С него авторът прави знаменито продължение на поредицата за двамата герои, създадена от баща му Юрий Дружков.
Той е член на Съюза на писателите на Русия. Носител е на наградите „Златно перо на Русия 2003“, „Еврика 2006“ и „Артиада 1997“. Като популярен писател на детска литература често гостува в училища и детски библиотеки в Москва и Московска област.
Валентин Постников живее със семейството си в Москва.

## Произведения

### Поредица „Приключенията на Моливко и Сръчко“ (Приключения Карандаша и Самоделкина)
1. Путешествие Карандаша и Самоделкина (1995)[1][2]
2. Карандаш и Самоделкин на необитаемом острове (1995)[3][4]
3. Карандаш и Самоделкин в стране людоедов (1995)
4. Карандаш и Самоделкин на Северном полюсе (1995)
5. Карандаш и Самоделкин в стране пирамид (1997)
Моливко и Сръчко в страната на пирамидите, изд. Вестникарска група „България“ София (2005), прев.
6. Карандаш и Самоделкин на Луне (1997)
Моливко и Сръчко на Луната, изд. Вестникарска група „България“ (2005), прев.
7. Карандаш и Самоделкин в Антарктиде (1998)
Моливко и Сръчко в Антарктида, изд. Вестникарска група „България“ (2006), прев.
8. Карандаш и Самоделкин на острове необычайных приключений (1998)
9. Карандаш и Самоделкин на острове гигантских насекомых (1999)
Моливко и Сръчко на острова на гигантските насекоми, изд. Вестникарска група „България“ (2006), прев.
10. Карандаш и Самоделкин на острове фантастических растений (2000)
11. Карандаш и Самоделкин на Марсе (2002)
Моливко и Сръчко на Марс, изд. Вестникарска група „България“ (2005), прев.
12. Карандаш и Самоделкин на острове привидений (2002)
13. Карандаш и Самоделкин против Бэтмена (2003)
14. Карандаш и Самоделкин спасают Домовёнка (2003)
15. Карандаш и Самоделкин в стране Азбуки (2004)
16. Приключения Карандаша и Самоделкина в джунглях (2004)
17. Карандаш и Самоделкин в стране дорожных знаков (2004)
18. Карандаш и Самоделкин в стране Вежливости (2004)
19. Карандаш и Самоделкин в океане (2004)
20. Карандаш и Самоделкин в зоопарке (2004)
21. Карандаш и Самоделкин в стране Чисел (2004)
22. Карандаш и Самоделкин на острове сокровищ (2005)
23. Карандаш и Самоделкин: первые приключения (2006)
24. Карандаш и Самоделкин в Болгарии (2007) – с Адриан Лазаровски
Моливко и Сръчко в България, изд. Вестникарска група „България“ (2007), прев. Адриан Лазаровски
25. Карандаш и Самоделкин в стране шоколадных деревьев (2007)
26. Карандаш и Самоделкин в Африке (2008)
27. Карандаш и Самоделкин в Австралии (2008)
28. Карандаш и Самоделкин в деревне Козявкино (2009)
29. Кругосветное путешествие Карандаша и Самоделкина (2009)
30. Карандаш и Самоделкин на острове динозавров (2013)
31. Карандаш и Самоделкин в стране разноцветных красок (2013)
32. Новогодние приключения Карандаша и Самоделкина (2019)

Сборници в поредицата
- Новые приключения Карандаша и Самоделкина (1995)[2]
- Всё о Карандаше и Самоделкине (2008)
- Сказки про Карандаша и Самоделкина (2013)

### Поредица „Хари и Потър“ (Гарри и Поттер)
1. Мальчик Гарри и его собака Поттер (2004)[1][2]
Малкият Хари и кучето Потър, изд. Вестникарска група „България“ (2005), прев.
2. Гарри и Поттер – рождественские приключения (2005)

### Самостоятелни книги
- Весёлые приключения нечистой силы (1995)[1][2]
- Весёлый двоечник (2009) – сборник
- Верхом на портфеле (2010) – сборник
- Шоколадный дедушка (2015)
- Мармеладная бабушка (2022)
- Весёлые приключения в 3"Б" классе (2022)
- Кастрюля с пятерками (2022)
- Садись Рыжикков, двойка (2022)

### Екранизации
- 2012 Первые приключения Карандаша и Самоделкина – пълнометражен анимационен филм